# 플뢰레트족제비여우원숭이
플뢰레트족제비여우원숭이(Lepilemur fleuretae)는 마다가스카르에서 발견되는 족제비여우원숭이의 일종이다. 꼬리 길이는 약 30cm이고, 전체 몸 길이가 약 58 ~ 67cm로 중간 크기의 족제비여우원숭이다. 플뢰레트족제비여우원숭이는 마다가스카르 남동부에서 발견되며, 1,2차숲의 우림에서 서식한다.